# I-divisioona 2013
La I-divisioona 2013 è la 31ª edizione del campionato di football americano di secondo livello, organizzato dalla SAJL.

## Squadre partecipanti
| Club                 | Città    | Stadio | Sponsor ufficiale | Risultato nella stagione 2012 |
| -------------------- | -------- | ------ | ----------------- | ----------------------------- |
| Hyvinkää Falcons     | Hyvinkää |        |                   |                               |
| Nokia Ghosthunters   | Nokia    |        |                   |                               |
| Oulu Northern Lights | Oulu     |        |                   |                               |
| Sipoo Bulldogs       | Sipoo    |        |                   |                               |
| Tampere Saints       | Tampere  |        |                   |                               |
| Turku Trojans        | Turku    |        |                   |                               |

## Stagione regolare

### Calendario

#### Anticipi 1
| Oulu 19 maggio 2013, ore 14:00 | Oulu Northern Lights | 25 – 23 (12-7 13-10 0-0 0-6) referto | Nokia Ghosthunters | Castrenin urheilukeskus (213 spett.)\| Arbitro: \| Rajakangas \| |
| Arbitro:                       | Rajakangas           |                                      |                    |                                                                  |

#### 1ª giornata
| Sipoo 25 maggio 2013, ore 14:00 | Sipoo Bulldogs | 0 – 35 (0-7 0-7 0-14 0-7) referto | Hyvinkää Falcons | Söderkullan urheilukenttä (66 spett.)\| Arbitro: \| P. Lamminsalo \| |
| Arbitro:                        | P. Lamminsalo  |                                   |                  |                                                                      |

| Tampere 25 maggio 2013, ore 16:00 | Tampere Saints | 7 – 37 (7-13 0-10 0-7 0-7) referto | Oulu Northern Lights | Pyynikin urheilukenttä (289 spett.)\| Arbitro: \| M. Enonkoski \| |
| Arbitro:                          | M. Enonkoski   |                                    |                      |                                                                   |

| Turku 26 maggio 2013, ore 19:00 | Turku Trojans | 22 – 16 (d.t.s.) (8-10 0-0 0-6 8-0 6-0) referto | Nokia Ghosthunters | Turun Urheilupuiston yläkenttä (495 spett.)\| Arbitro: \| T. Jansen \| |
| Arbitro:                        | T. Jansen     |                                                 |                    |                                                                        |

#### 2ª giornata e Anticipi 2
| Hyvinkää 8 giugno 2013, ore 14:00 | Hyvinkää Falcons | 0 – 43 (0-16 0-0 0-21 0-6) referto | Turku Trojans | Kankurin Liikuntapuisto (200 spett.)\| Arbitro: \| M. Makarainen \| |
| Arbitro:                          | M. Makarainen    |                                    |               |                                                                     |

| Nokia 8 giugno 2013, ore 17:00 | Nokia Ghosthunters | 20 – 18 (0-12 10-0 7-0 3-6) referto | Oulu Northern Lights | Keskusurheilukenttä (100 spett.) |

| Tampere 9 giugno 2013, ore 16:00 | Tampere Saints | 36 – 7 (16-0 7-0 0-7 13-0) referto | Sipoo Bulldogs | Pyynikin urheilukenttä (293 spett.)\| Arbitro: \| P. Lamminsalo \| |
| Arbitro:                         | P. Lamminsalo  |                                    |                |                                                                    |

#### 3ª giornata
| Nokia 15 giugno 2013, ore 15:00 | Nokia Ghosthunters | 83 – 0 (20-0 34-0 22-0 7-0) referto | Sipoo Bulldogs | Keskusurheilukenttä (100 spett.) |

| Turku 15 giugno 2013, ore 16:00 | Turku Trojans | 24 – 20 (6-7 12-13 0-0 6-0) referto | Oulu Northern Lights | Turun Urheilupuiston yläkenttä (313 spett.)\| Arbitro: \| J. Karppinen \| |
| Arbitro:                        | J. Karppinen  |                                     |                      |                                                                           |

| Tampere 15 giugno 2013, ore 16:00 | Tampere Saints | 24 – 14 (3-7 7-0 7-7 7-0) referto | Hyvinkää Falcons | Pyynikin urheilukenttä (236 spett.)\| Arbitro: \| Sipi \| |
| Arbitro:                          | Sipi           |                                   |                  |                                                           |

#### 4ª giornata
| Sipoo 29 giugno 2013, ore 14:00 | Sipoo Bulldogs | 0 – 71 (0-35 0-14 0-7 0-15) referto | Turku Trojans | Söderkullan urheilukenttä (18 spett.)\| Arbitro: \| M. Makarainen \| |
| Arbitro:                        | M. Makarainen  |                                     |               |                                                                      |

| Hyvinkää 29 giugno 2013, ore 14:00 | Hyvinkää Falcons | 14 – 7 (7-0 7-7 0-0 0-0) referto | Oulu Northern Lights | Kankurin Liikuntapuisto (278 spett.)\| Arbitro: \| K. Lahtinen \| |
| Arbitro:                           | K. Lahtinen      |                                  |                      |                                                                   |

| Nokia 29 giugno 2013, ore 15:00 | Nokia Ghosthunters | 42 – 27 (14-6 14-7 7-7 7-7) referto | Tampere Saints | Keskusurheilukenttä (175 spett.) |

#### 5ª giornata
| Oulu 7 luglio 2013, ore 13:00 | Oulu Northern Lights | 50 – 6 (7-7 0-33 0-21 0-27) referto | Sipoo Bulldogs | Castrenin urheilukeskus (236 spett.)\| Arbitro: \| Karsi \| |
| Arbitro:                      | Karsi                |                                     |                |                                                             |

| Turku 7 luglio 2013, ore 14:00 | Turku Trojans | 48 – 6 (0-7 15-7 8-7 20-21) referto | Tampere Saints | Turun Urheilupuiston yläkenttä (311 spett.)\| Arbitro: \| A. Lipsanen \| |
| Arbitro:                       | A. Lipsanen   |                                     |                |                                                                          |

| Hyvinkää 7 luglio 2013, ore 14:00 | Hyvinkää Falcons | 16 – 44 (7-6 7-6 7-6 0-13) referto | Nokia Ghosthunters | Kankurin Liikuntapuisto (318 spett.)\| Arbitro: \| K. Kivimaa \| |
| Arbitro:                          | K. Kivimaa       |                                    |                    |                                                                  |

#### 6ª giornata
| Hyvinkää 13 luglio 2013, ore 14:00 | Hyvinkää Falcons | 64 – 7 (22-0 21-7 7-0 14-0) referto | Sipoo Bulldogs | Kankurin Liikuntapuisto (183 spett.)\| Arbitro: \| Lahtinen \| |
| Arbitro:                           | Lahtinen         |                                     |                |                                                                |

| Nokia 13 luglio 2013, ore 15:00 | Nokia Ghosthunters | 13 – 40 (7-8 0-18 0-0 6-14) referto | Turku Trojans | Keskusurheilukenttä (125 spett.) |

| Oulu 14 luglio 2013, ore 13:00 | Oulu Northern Lights | 39 – 13 (16-7 0-0 10-6 13-0) referto | Tampere Saints | Castrenin urheilukeskus (227 spett.)\| Arbitro: \| H. Nikula \| |
| Arbitro:                       | H. Nikula            |                                      |                |                                                                 |

#### 7ª giornata
| Sipoo 20 luglio 2013, ore 14:00 | Sipoo Bulldogs | 6 – 59 (0-14 6-21 0-14 0-10) referto | Tampere Saints | Söderkullan urheilukenttä (31 spett.)\| Arbitro: \| P. Lamminsalo \| |
| Arbitro:                        | P. Lamminsalo  |                                      |                |                                                                      |

| Turku 22 luglio 2013, ore 18:00 | Turku Trojans | 70 – 0 (20-0 18-0 16-0 16-0) referto | Hyvinkää Falcons | Turun Urheilupuiston yläkenttä (313 spett.)\| Arbitro: \| Sipi \| |
| Arbitro:                        | Sipi          |                                      |                  |                                                                   |

#### 8ª giornata
| Sipoo 27 luglio 2013, ore 14:00 | Sipoo Bulldogs | 0 – 55 (0-21 0-7 0-20 0-7) referto | Nokia Ghosthunters | Söderkullan urheilukenttä (17 spett.)\| Arbitro: \| V. Lamminsalo \| |
| Arbitro:                        | V. Lamminsalo  |                                    |                    |                                                                      |

| Hyvinkää 27 luglio 2013, ore 14:00 | Hyvinkää Falcons | 6 – 14 (0-0 0-7 6-7 0-0) referto | Tampere Saints | Kankurin Liikuntapuisto (154 spett.)\| Arbitro: \| T. Koskelainen \| |
| Arbitro:                           | T. Koskelainen   |                                  |                |                                                                      |

| Oulu 28 luglio 2013, ore 13:00 | Oulu Northern Lights | 14 – 34 (7-6 7-14 0-8 0-6) referto | Turku Trojans | Castrenin urheilukeskus (212 spett.)\| Arbitro: \| H. Nikula \| |
| Arbitro:                       | H. Nikula            |                                    |               |                                                                 |

#### 9ª giornata
| Tampere 3 agosto 2013, ore 16:00 | Tampere Saints | 35 – 26 (7-13 21-0 0-0 7-13) referto | Nokia Ghosthunters | Pyynikin urheilukenttä (275 spett.)\| Arbitro: \| M. Enonkoski \| |
| Arbitro:                         | M. Enonkoski   |                                      |                    |                                                                   |

| Turku 4 agosto 2013, ore 15:00 | Turku Trojans | 68 – 0 (30-0 16-0 14-0 8-0) referto | Sipoo Bulldogs | Turun Urheilupuiston yläkenttä (313 spett.)\| Arbitro: \| Sipi \| |
| Arbitro:                       | Sipi          |                                     |                |                                                                   |

| Oulu 4 agosto 2013, ore 18:00 | Oulu Northern Lights | 59 – 6 (14-0 27-6 12-0 6-0) referto | Hyvinkää Falcons | Castrenin urheilukeskus (246 spett.)\| Arbitro: \| S. Sankala \| |
| Arbitro:                      | S. Sankala           |                                     |                  |                                                                  |

#### 10ª giornata
| Sipoo 10 agosto 2013, ore 14:00 | Sipoo Bulldogs | 7 – 41 (0-13 0-21 0-7 7-0) referto | Oulu Northern Lights | Söderkullan urheilukenttä (19 spett.) |

| Nokia 10 agosto 2013, ore 15:00 | Nokia Ghosthunters | 19 – 0 (12-0 0-0 0-0 7-0) referto | Hyvinkää Falcons | Keskusurheilukenttä (150 spett.) |

| Tampere 10 agosto 2013, ore 16:00 | Tampere Saints | 6 – 44 (0-16 0-20 6-8 0-0) referto | Turku Trojans | Pyynikin urheilukenttä (191 spett.)\| Arbitro: \| M. Enonkoski \| |
| Arbitro:                          | M. Enonkoski   |                                    |               |                                                                   |

### Classifica
La classifica della regular season è la seguente:
- PCT = percentuale di vittorie, G = partite giocate, V = partite vinte,  P = partite perse, PF = punti fatti, PS = punti subiti

| Pos. | Squadra              | PCT   | G  | V  | N | P  | PF  | PS  |
| ---- | -------------------- | ----- | -- | -- | - | -- | --- | --- |
| 1    | Turku Trojans        | 1.000 | 10 | 10 | 0 | 0  | 464 | 75  |
| 2    | Oulu Northern Lights | .600  | 10 | 6  | 0 | 4  | 310 | 154 |
| 3    | Nokia Ghosthunters   | .600  | 10 | 6  | 0 | 4  | 341 | 183 |
| 4    | Tampere Saints       | .500  | 10 | 5  | 0 | 5  | 227 | 269 |
| 5    | Hyvinkää Falcons     | .300  | 10 | 3  | 0 | 7  | 155 | 287 |
| 6    | Sipoo Bulldogs       | .000  | 10 | 0  | 0 | 10 | 33  | 562 |

## Playoff

### Tabellone
|  | Semifinali | Semifinali           | Semifinali |                      |   | XXIX Spagettimalja | XXIX Spagettimalja | XXIX Spagettimalja |  |
|  |            |                      |            |                      |   |                    |                    |                    |  |
|  | 1          | Turku Trojans        | 34         |                      |   |                    |                    |                    |  |
|  | 1          | Turku Trojans        | 34         |                      |   |                    |                    |                    |  |
|  | 4          | Tampere Saints       | 0          |                      |   |                    |                    |                    |  |
|  | 4          | Tampere Saints       | 0          |                      | 1 | Turku Trojans      | 46                 |                    |  |
|  |            |                      |            |                      | 1 | Turku Trojans      | 46                 |                    |  |
|  |            |                      | 2          | Oulu Northern Lights | 8 |                    |                    |                    |  |
|  | 2          | Oulu Northern Lights | 2          | Oulu Northern Lights | 8 | 38                 |                    |                    |  |
|  | 2          | Oulu Northern Lights |            |                      |   |                    |                    |                    |  |
|  | 3          | Nokia Ghosthunters   | 34         |                      |   |                    |                    |                    |  |

### Semifinali
| Turku 17 agosto 2013, ore 16:00 | Turku Trojans | 34 – 0 (6-0 6-0 16-0 6-0) referto | Tampere Saints | Turun Urheilupuiston yläkenttä (327 spett.)\| Arbitro: \| T. Jansen \| |
| Arbitro:                        | T. Jansen     |                                   |                |                                                                        |

| Oulu 18 agosto 2013, ore 16:00 | Oulu Northern Lights | 38 – 34 (13-7 3-14 14-7 8-6) referto | Nokia Ghosthunters | Castrenin urheilukeskus (377 spett.)\| Arbitro: \| H. Nikula \| |
| Arbitro:                       | H. Nikula            |                                      |                    |                                                                 |

### XXIX Spagettimalja
| Turku 24 agosto 2013, ore 15:00 | Turku Trojans | 46 – 8 (0-6 20-2 16-0 10-0) referto | Oulu Northern Lights | Turun Urheilupuiston yläkenttä (1207 spett.)\| Arbitro: \| A. Tahtinen \| |
| Arbitro:                        | A. Tahtinen   |                                     |                      |                                                                           |

## Verdetti
- Turku Trojans Vincitori dello Spagettimalja 2013

## Marcatori
| Giocatore      | Sq.                  | TD rush | TD recv | TD int | TD p.ret | TD k.ret | TD oth | Xp1  | Xp2 | FG  | Saf | Totale |
| -------------- | -------------------- | ------- | ------- | ------ | -------- | -------- | ------ | ---- | --- | --- | --- | ------ |
| V. Vene        | Turku Trojans        | 0       | 11+4    | 0      | 0        | 0        | 0      | 0    | 4+1 | 0   | 0   | 100    |
| J. Yli-Arvela  | Turku Trojans        | 0       | 11+2    | 0      | 0        | 0        | 0      | 0    | 3+3 | 0   | 0   | 90     |
| J. Williams    | Nokia Ghosthunters   | 9       | 3       | 0      | 1        | 0        | 0      | 0    | 0   | 0   | 0   | 78     |
| Ma. Airaksinen | Tampere Saints       | 12      | 0       | 0      | 0        | 0        | 0      | 0    | 0   | 0   | 0   | 72     |
| J. Andersson   | Turku Trojans        | 1       | 9       | 0      | 0        | 0        | 0      | 0    | 4+1 | 0   | 0   | 70     |
| Bedwell        | Turku Trojans        | 7+3     | 1       | 0      | 0        | 0        | 0      | 0    | 1   | 0   | 0   | 68     |
| A. McKean      | Oulu Northern Lights | 10+1    | 0       | 0      | 0        | 0        | 0      | 0    | 0   | 0   | 0   | 66     |
| M. Sormunen    | Oulu Northern Lights | 0       | 5       | 0      | 0        | 0        | 0      | 22   | 0   | 2+1 | 0   | 61     |
| 2 giocatori    | 60                   |         |         |        |          |          |        |      |     |     |     |        |
| K. Luode       | Nokia Ghosthunters   | 0       | 0       | 0      | 0        | 0        | 0      | 34+4 | 0   | 5   | 0   | 53     |
| 3 giocatori    | 48                   |         |         |        |          |          |        |      |     |     |     |        |
| 2 giocatori    | 42                   |         |         |        |          |          |        |      |     |     |     |        |
| Vazquez-Dyer   | Hyvinkää Falcons     | 0       | 2       | 1      | 2        | 1        | 0      | 0    | 1   | 0   | 0   | 38     |
| 2 giocatori    | 34                   |         |         |        |          |          |        |      |     |     |     |        |
| H. Winter      | Hyvinkää Falcons     | 2       | 0       | 0      | 0        | 0        | 0      | 18   | 0   | 1   | 0   | 33     |
| 2 giocatori    | 32                   |         |         |        |          |          |        |      |     |     |     |        |
| H. Laine       | Tampere Saints       | 0       | 4       | 0      | 1        | 0        | 0      | 1    | 0   | 0   | 0   | 31     |
| L. Siitonen    | Nokia Ghosthunters   | 4       | 0       | 0      | 0        | 0        | 0      | 0    | 0   | 0   | 0   | 24     |
| V-V Suojanen   | Turku Trojans        | 0       | 0       | 2      | 0        | 0        | 0      | 9    | 0   | 0   | 0   | 21     |
| 2 giocatori    | 20                   |         |         |        |          |          |        |      |     |     |     |        |
| D. Okholm      | Oulu Northern Lights | 0       | 3       | 0      | 0        | 0        | 0      | 1    | 0   | 0   | 0   | 19     |
| 3 giocatori    | 18                   |         |         |        |          |          |        |      |     |     |     |        |
| Moisio         | Nokia Ghosthunters   | 2       | 0       | 0      | 0        | 0        | 0      | 2    | 0   | 0   | 0   | 14     |
| 12 giocatori   | 12                   |         |         |        |          |          |        |      |     |     |     |        |
| 4 giocatori    | 8                    |         |         |        |          |          |        |      |     |     |     |        |
| 14 giocatori   | 6                    |         |         |        |          |          |        |      |     |     |     |        |
| T. Thorstrom   | Turku Trojans        | 0       | 0       | 0      | 0        | 0        | 0      | 0    | 2   | 0   | 0   | 4      |
| 5 giocatori    | 2                    |         |         |        |          |          |        |      |     |     |     |        |

- Miglior marcatore della stagione regolare: J. Williams ( Nokia Ghosthunters), 78
- Miglior marcatore dei playoff: V. Vene ( Turku Trojans), 26
- Miglior marcatore della stagione: V. Vene ( Turku Trojans), 100

## Passer rating
La classifica tiene in considerazione soltanto i quarterback con almeno 10 lanci effettuati.
| Giocatore     | Sq.                  | G    | Att    | Comp   | Int  | Yds      | TD   | NFL    | NCAA   |
| ------------- | -------------------- | ---- | ------ | ------ | ---- | -------- | ---- | ------ | ------ |
| Bedwell       | Turku Trojans        | 8+2  | 233+53 | 148+27 | 4+2  | 2238+434 | 38+6 | 122,84 | 186,24 |
| L. Siitonen   | Nokia Ghosthunters   | 10+1 | 251+33 | 148+21 | 12+2 | 2001+226 | 24+2 | 94,32  | 145,73 |
| Ja. Seppala   | Oulu Northern Lights | 3    | 14     | 9      | 1    | 106      | 1    | 81,25  | 137,17 |
| A. McKean     | Oulu Northern Lights | 10+2 | 266+56 | 139+25 | 9+1  | 1749+218 | 21+2 | 80,85  | 119,60 |
| J. Taina      | Oulu Northern Lights | 1    | 10     | 4      | 0    | 54       | 1    | 91,25  | 118,36 |
| J. Andersson  | Turku Trojans        | 3+2  | 59+13  | 30+6   | 5+0  | 351+66   | 2+1  | 52,84  | 98,51  |
| S. Drosendahl | Tampere Saints       | 1    | 21     | 9      | 2    | 132      | 1    | 40,28  | 92,32  |
| H. Winter     | Hyvinkää Falcons     | 8    | 163    | 69     | 6    | 724      | 8    | 56,89  | 88,48  |
| Burgess       | Tampere Saints       | 9+1  | 172+28 | 68+8   | 5+1  | 917+55   | 6+0  | 51,50  | 82,72  |
| Vazquez-Dyer  | Hyvinkää Falcons     | 7    | 80     | 34     | 4    | 324      | 3    | 46,04  | 78,90  |
| J. Alanen     | Sipoo Bulldogs       | 6    | 110    | 45     | 3    | 351      | 2    | 44,17  | 68,26  |
| J. Heikkinen  | Sipoo Bulldogs       | 7    | 89     | 23     | 9    | 120      | 0    | 0,00   | 16,94  |

- Miglior QB della stagione regolare: Bedwell ( Turku Trojans), 194,59
- Miglior QB dei playoff: Bedwell ( Turku Trojans), 149,54
- Miglior QB della stagione: Bedwell ( Turku Trojans), 186,24